# Enucleação
Enucleação é uma técnica cirúrgica para remoção (excisão) de uma massa inteira, sem dissecação.

## Tipos
- Enucleação ocular: refere-se à remoção do globo ocular, preservando os tecidos ao redor intactos. Pode ser parte do tratamento de um câncer ou de um trauma. Apesar de não ser o único tipo de enucleação possível, o termo enucleação geralmente é usado para se referir apenas a esse procedimento.
- Enucleação de cistos e tumores orais: remoção de tumores benignos da boca.[2]
- Enucleação de miomas uterinos: a remoção dos miomas sem a remoção do útero (histerectomia) é uma cirurgia mais conservadora, recomendada para mulheres jovens que desejam ter filhos.